# 內雷特瓦河 (烏克蘭)
内雷特瓦河（羅馬化：Neretva）是烏克蘭的河流，位於該國西部沃倫州，屬於西布格河的右支流，發源自奧夫洛欽附近，河道全長31公里，流域面積273平方公里。